# Bill Miller (Musiker)
Bill Miller (eigtl. William Miller, * 3. Februar 1915 in Brooklyn, New York City; † 11. Juli 2006 in Montreal, Kanada) war ein US-amerikanischer Musiker und Bandleader. 46 Jahre lang war er der Pianist und zeitweilige Orchesterleiter von Frank Sinatra. 

## Leben
Miller begann seine Karriere in den dreißiger Jahren als Pianist in verschiedenen kleineren Unterhaltungsorchestern. 1937–1939 spielte er bei Red Norvo, danach bis 1942 bei Charlie Barnet, nach Kriegsende unter anderem bei Tommy Dorsey und Benny Goodman. 
Im Herbst 1951 wurde Frank Sinatra bei einem Auftritt in Las Vegas auf Miller aufmerksam und verpflichtete ihn als Pianisten. Mit einer kurzen Unterbrechung (1978–1983) blieb Miller fortan bei zahllosen Studiosessions, Rundfunk- und Fernsehauftritten und Konzerttourneen viereinhalb Jahrzehnte an Sinatras Seite, bis zu dessen letztem Auftritt im Februar 1995. In den 1960er, 1970er und 1980er Jahren fungierte Miller zudem häufiger auch als Sinatras Orchesterleiter. Zu ihren bekanntesten Duetten gehören „Saloon Songs“ wie One For My Baby (erstmals 1954) und Angel Eyes (erstmals 1958). 
1953–1955 leitete Miller das Quintett The Sinatra Symphonette, das Sinatra in der Radiosendung To Be Perfectly Frank begleitete; für die Tourneen mit Sinatra 1959/1960 verstärkte und leitete Miller das Quintett von Red Norvo. 1962 gründete er das Bill-Miller-Sextett (mit Al Viola, Irving Cottler, Emil Richards, Ralph Peña und Harry Klee), mit dem Sinatra auf eine dreimonatige Welttournee ging.
Aufgrund seiner hellen Hautfarbe gab ihm Sinatra den ironischen Spitznamen Sun Tan Charlie. 1968 überlebte Miller schwerverletzt eine Schlammlawine, bei der sein Haus in Kalifornien verschüttet wurde und seine Frau ums Leben kam.
Seit 1998 spielte Miller im Orchester von Frank Sinatra jr., den er auch zu Konzertreisen im In- und Ausland begleitete. Robbie Williams engagierte ihn 2000 für einen Gastauftritt in seinem Album Swing When You’re Winning. Seine letzten Studioaufnahmen machte er im Oktober 2005 für Sinatra Juniors‘ Album That Face.
Ende Juni 2006 reiste Miller mit Sinatra jr. zu einem einmonatigen Konzertgastspiel ins kanadische Montreal, wo er am 2. Juli letztmals auf der Bühne stand. Bei einem Sturz erlitt er zwei Tage später einen Hüftbruch und kurz darauf einen Herzinfarkt, an dessen Folgen er am 11. Juli 2006 starb.

## Sinatra-Alben mit dem Bill-Miller-Sextett
- Royal Festival Hall (Artanis/TRAMA, aufgenommen am 1. Juni 1962, erschienen 2000 nur in Brasilien)
- Sinatra & Sextet Live In Paris (Reprise, aufgenommen am 7. Juni 1962, erschienen 1994)